# Pietro Spangaro
Pietro Spangaro, né le 28 janvier 1813 à Venise et mort le 14 novembre 1894 à Milan, est un militaire italien et un patriote du Risorgimento.

## Biographie
Pietro Spangaro est un ardent patriote qui a participé à la guerre d'indépendance et à l'expédition des Mille de Garibaldi.
On le retrouve en première ligne, avec le grade de colonel, lors la décisive bataille du Volturno, après avoir suivi Garibaldi à Marsala et à la bataille de Calatafimi.
Officier de l'armée autrichienne en 1848, il s'échappe pour venir en Italie pour combattre aux côtés des insurgés des cinq journées de Milan.
En 1849, il est à Rome pour se battre pour la défense de la République romaine, assiégée par les Français du général Oudinot. À la fin de cette expérience, il a été contraint de fuir vers la Grèce, où il devient, pour vivre, agriculteur, puis en Égypte, où il fait fortune avec une entreprise commerciale, qu'il a créée.
En 1859, sitôt qu'il a connaissance des nouvelles sur les préparatifs en cours pour la guerre contre l'Autriche, il quitte tout et retourne en Italie pour lutter pour l'indépendance.
Selon Maxime Du Camp, qui est avec lui en Calabre durant l'expédition des Mille en 1860, il a été surnommé le « colonel dunque» » (le colonel « alors »), parce qu'il commençait toujours ses phrases avec ce mot.

## Source
- (it) Cet article est partiellement ou en totalité issu de l’article de Wikipédia en italien intitulé « Pietro Spangaro » (voir la liste des auteurs).